# Reeves Gabrels
Reeves Gabrels (New York, 4 juni 1956) is een Amerikaans gitarist, songwriter en muziekproducent. Sinds 2012 is hij lid van de Britse band The Cure. Daarvoor werkte hij tussen 1987 en 1999 samen met de Britse zanger David Bowie en was hij lid van diens band Tin Machine.

## Carrière
Gabrels begon op dertienjarige leeftijd gitaar te spelen. In 1971 kreeg hij les van de bekende jazzgitarist Turk Van Lake, die ook al met onder meer Benny Goodman had gespeeld. Later kreeg hij ook les van John Scofield, van wie hij het advies kreeg om zich in te schrijven voor de Berklee College of Music. Hij maakte deze opleiding echter niet af.
Gabrels begon zijn muzikale carrière in Boston, waar hij lid was van verschillende bands, waaronder The Dark, Life on Earth, The Atom Said, Rubber Rodeo, The Bentmen en Modern Farmer. In 1987 ontmoette hij David Bowie via zijn toenmalige vrouw, die publicist was tijdens Bowies Glass Spider Tour. Tussen 1989 en 1993 was Gabrels de gitarist in Bowies band Tin Machine. Nadat deze band uiteenviel, bleef hij met Bowie werken en werd hij een belangrijk onderdeel van zijn werk in de jaren '90. Zo is hij te horen op de albums 1. Outside (1995), Earthling (1997) en 'hours...' (1999), en bij de laatste twee albums trad hij tevens op als coproducent. Nadat de twee een aantal nummers voor het computerspel Omikron: The Nomad Soul hadden opgenomen, verliet Gabrels de band van Bowie.
Naast zijn werk met Bowie had Gabrels ook een eigen carrière. Zo nam hij een aantal soloalbums op, waaronder The Sacred Squall of Now (1995), Ulysses (Della Notte) (1999), live...late...loud (2003) en Rockonica (2005). Ulysees werd genomineerd voor een Yahoo! Internet Award. Daarnaast schreef hij nummers voor andere artiesten. Hij was verantwoordelijk voor de soundtrack van The Farmer's Wife en werkte samen met Public Enemy op het nummer "Go Cat Go", afkomstig van de soundtrack van He Got Game. Ook schreef hij muziek voor het computerspel Deus Ex.
In 1997 werkte Gabrels voor het eerst samen met Robert Smith, zanger van The Cure, op hun single "Wrong Number". Ook zong Smith op "Yesterday's Gone" van Gabrels' album Ulysees. Verder was hij met Smith en The Cure-drummer Jason Cooper lid van de groep COGASM, die werd samengesteld om de soundtrack van de film Orgazmo te maken. Onder meer de single "A Sign from God" stond op dit album. Smith en Gabrels bleven contact houden totdat Gabrels in 2012 door Smith werd uitgenodigd om de nieuwe gitarist van The Cure te worden. Oorspronkelijk zou hij enkel als gastmuzikant optreden tijdens de tournee van de band in de zomer van 2012, maar hierna werd hij een vast groepslid. In 2019 werd Gabrels als lid van The Cure opgenomen in de Rock and Roll Hall of Fame.

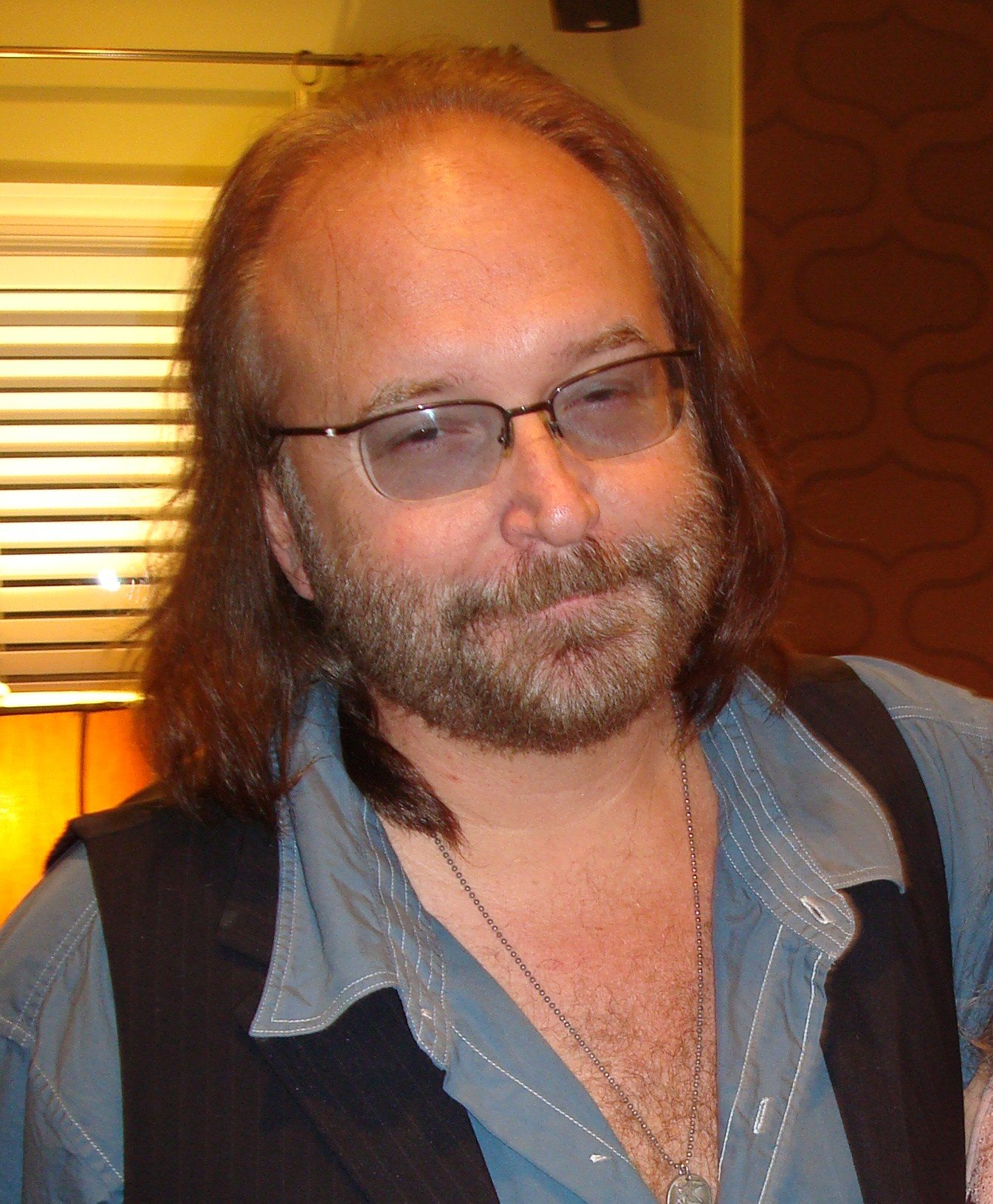
Reeves Gabrels in 2008.

Sinds 2007 is Gabrels ook de leider van zijn eigen band, Reeves Gabrels & His Imaginary Friends. Hij stelde deze band samen met bassist Kevin Hornback en drummer Jeff Brown; de laatste werd in 2015 vervangen door Marc Pisapia. De band heeft een studioalbum en een livealbum uitgebracht.

## Discografie

### Soloalbums
- 1995: The Sacred Squall of Now
- 1999: Ulysses (Della Notte)
- 2003: live...late...loud
- 2005: Rockonica
- 2015: Reeves Gabrels and His Imaginary Friends
- 2017: Imaginary Friends Live

### Met David Bowie
- 1989: Tin Machine (Tin Machine)
- 1991: Tin Machine II (Tin Machine)
- 1992: Tin Machine Live: Oy Vey, Baby (Tin Machine)
- 1993: Black Tie White Noise
- 1995: 1. Outside
- 1997: Earthling
- 1997: Earthling in the City
- 1999: 'hours...'
- 1999: LiveAndWell.com
- 2009: VH1 Storytellers (opgenomen in 1999)
- 2019: Live at La Cigale, Paris, 25th June, 1989 (Tin Machine, opgenomen in 1989)

### Met andere artiesten
- 1988: Too Happy (met Too Happy)
- 1990: Carved in Sand (met The Mission)
- 1994: Emotional Rain (met Lee Aaron)
- 1994: Hard Row to Hoe (met Modern Farmer)
- 1995: Night in Amnesia (met David Tronzo)
- 1996: Cortlandt (met Sean Malone)
- 1997: Metropolis (met Sister Machine Gun)
- 1997: Galore (met The Cure)
- 1997: Left of the Middle (met Natalie Imbruglia)
- 1998: Soundtrack He Got Game (met Public Enemy)
- 2003: Live 3/28/02 Athens GA (met Club d'Elf)
- 2006: Sonicnauts (met Protecto)
- 2006: Now I Understand (met Club d'Elf)
- 2011: The Magnificent Others (met The Magnificent Others)
- 2012: Sonic Mining Company (met Sonic Mining Company)
- 2014: Fantastic Guitars (met Bill Nelson)
- 2015: Emperors of Medieval Japan (met Lisa Ronson)
- 2021: Fist Full of Devils (met Earl Slick)
- 2002: The Long Morrow (met Big Scenic Nowhere)